# Juan Bosch
Juan Emilio Bosch Gaviño (La Vega, 30 de junho de 1909 — São Domingos, 1 de novembro de 2001) foi um político, historiador, escritor, ensaísta, educador e, por um breve período, o primeiro presidente a ser eleito em eleições livres na República Dominicana desde 1914. Anteriormente, ele fora líder da oposição ao regime ditatorial de Rafael Trujillo. Na história dominicana ele é lembrado não apenas como um importante político, como também proeminente escritor e fundador de dois partidos políticos, o Partido Revolucionário Dominicano, em 1939, e o Partido da Libertação Dominicana em 1973.

## Biografia

### Primeiros Anos
Juan Bosch Gaviño nasceu em 30 de junho de 1909, em La Vega, na República Dominicana. Seus pais eram o espanhol Juan Bosch e a portoriquenha Angela Gaviño. Juan passou seus primeiros anos de vida em uma pequena comunidade rural chamada Rio Verde, onde iniciou seus estudos. Após concluir os estudos secundários em La Vega, passou a trabalhar no comércio local. Graduou-se em História pela Universidade Autônoma de Santo Domingo. Posteriormente viajou para diferentes países como Espanha, Venezuela e ilhas caribenhas.
Em 1931 retornou a seu país, onde publicou seus primeiros contos: Camino Real, Indios e La Mañosa, sendo este uma novela falando a respeito das guerras civis do século XIX, trabalho que foi muito bem recebido pelos críticos. Bosch criou então uma coluna literária no jornal Listín Diário, tornando-se crítico e ensaísta. No ano de 1934 casou-se com Isabel García, com quem teria dois filhos: Leon e Carolina. Devido às suas ideias políticas, contudo, Bosch viria a ser detido por vários meses, uma vez que a ditadura de Rafael Trujillo tornava-se mais forte e violenta. O ditador tenta tornar Bosch seu aliado, oferecendo-lhe uma cargo político. Contudo, Bosch opta por retirar-se do país, exilando-se em Porto Rico.

### Anos de exílio
Em 1939 Bosch chega a Cuba, onde passa a dirigir a edição de trabalhos de Eugenio Maria de Hostos. Este trabalho teria grande importância em sua formação humanística, patriótica e política. Em julho do mesmo ano, juntamente com outro exilado dominicano, funda o Partido Revolucionário Dominicano (PRD), que se torna o mais ativo grupo a fazer frente à ditadura de Trujillo, ainda que fora da República Dominicana. Bosch torna-se então simpático de ideias esquerdistas, embora se negasse a voltar-se ao comunismo. Passa a colaborar então com o Partido Revolucionário Cubano, tendo importante participação na elaboração da constituição que viria a ser promulgada em 1940.
Bosch casa-se pela segunda vez, com a cubana Carmen Quidiello, com quem teria mais dois filhos: Patrício e Barbara. Simultaneamente, sua carreira como escritor ganha corpo, inclusive com ele conquistando prêmios importantes de literatura, como o Hernandez Catá, em Havana. Todas as suas obras passam a ter um caráter social cada vez mais importante.
Em 1949 Bosch torna-se um dos principais líderes de um movimento que realiza uma expedição à República Dominicana, mais especificamente à região de Cayo Confites, no norte do país, em uma tentativa de subverter a ditadura de Trujillo. Porém, a excursão fracassa e Bosch refugia-se na Venezuela. Porém, sua campanha contra a ditadura de Trujillo continua a plena força. Pouco depois ele retorna a Cuba, onde já gozava de grande popularidade. Apesar disso, em 1952, quando Fulgêncio Batista assume a presidência de Cuba após um golpe que derruba o ditador Gerardo Machado, Bosch é encarcerado pelas forças que tomam o poder no país. Após sua libertação, Bosch foge para a Costa Rica, onde passa a lecionar mas ainda encontra tempo e disposição para as atividades em seu partido, o PRD.
Em 1959 ocorre a Revolução Cubana, que coloca Fidel Castro no poder em Cuba. Com este seu aliado no poder naquele país, Bosch sente-se tentado a escrever, de próprio punho, uma carta a Trujillo, dizendo que em breve sua ditadura também chegaria ao fim.

### Bosch Presidente
Em 30 de maio de 1961 Trujillo é assassinado. Assim, após 23 anos de exílio, Bosch retorna à República Dominicana. Sua volta e a chegada de seu partido ao país foram bem recebidos pelos dominicanos. Rapidamente estabeleceu-se como um líder populista, sobretudo pela facilidade em dirigir-se às classes menos favorecidas, tendo a simpatia da população tanto rural quanto citadina. Contudo, foi rapidamente acusado pela Igreja e por conservadores de ser comunista. Ainda assim, Bosch candidatou-se à presidência da República Dominicana e obteve um triunfo memorável, vencendo com folga seu concorrente Viriato Fiallo. Esta foi a primeira eleição livre no país desde 1914.
Em 27 de fevereiro de 1963 Juan Bosch Gaviño assumiu a presidência de seu país, tendo como vice-presidente Armando González Tamayo. Importantes líderes de diversos setores da sociedade fizeram-se presentes à cerimônia de posse.
Imediatamente Bosch lançou um programa de reestruturação econômica e social do país. Em 29 de abril uma nova Constituição foi promulgada. Assim, muitas pessoas tiveram a chance de conhecer liberdades até então impensadas para elas. Entre outras coisas, declarou direitos específicos para uniões, gestantes, moradores de ruas, a família, filhos ilegítimos, camponeses, crianças e fazendeiros.
Contudo, Bosch conseguiu inimigos muito fortes. Ao criar uma política que batia de frente com os latifundiários, conquistou a ira de grandes fazendeiros. Representantes católicos temiam que Bosch tencionasse supervalorizar outras religiões. Grandes industriais também mostravam-se descontentes, pois a nova política concedia direitos diversos ao proletariado. Os militares, que durante o governo ditatorial de Trujillo tinham plenos poderes, viram-se desprovidos de uma série de benefícios e imunidades. A proximidade de Bosch com Fidel Castro, por fim, atraía para si a desconfiança e descontentamento dos Estados Unidos.
Entre abril e maio de 1963, Bosch enfrentou uma crise com o governo do presidente do Haiti François Duvalier, no contexto de uma ordem de Duvalier pela captura de François Benoit, a quem Duvalier acreditava ser o culpado de um atentado contra seus filhos.
A crise iniciou quando os Tonton Macoute tomaram a embaixada dominicana de Porto Príncipe por suspeitas que Benoit estava escondido nela. Após a tomada da Embaixada, Bosch condenou o incidente e militarizou a fronteira com o Haiti. Os Tonton Macoutes finalmente se retiraram da embaixada após ameaças do presidente Bosch de enviar forças armadas contra eles.
O fim de uma era de curta duração;
Em 25 de setembro de 1963, após apenas sete meses como presidente, Bosch sofreu um golpe liderado pelo Coronel Elias Wessin. Foi substituído por uma junta militar liderada por três diferentes militares e rapidamente refugiou-se novamente em Porto Rico.
A instabilidade da República Dominicana era tamanha que em 24 de abril de 1965 a própria junta militar no poder é que sofre uma tentativa de golpe, desta vez por insurgentes comandados pelo Coronel Francisco Caamaño, que tentavam recolocar Bosch no poder. Os Estados Unidos então iniciam uma intervenção militar à República Dominicana, enviando para lá nada menos que 42 000 militares, apoiados pelas Forças Armadas do Brasil, país este que já havia, no ano anterior, rompido relações diplomáticas com Cuba. Assim, os insurgentes favoráveis a Bosch não conseguiram seu intento. 
Um governo interino foi formado e novas eleições livres marcadas para 1 de julho de 1966. Bosch, que retorna ao país, candidata-se novamente à presidência. Contudo, sua campanha acaba por mostrar-se muito enfraquecida, em parte por ele agora temer pela própria segurança, inclusive temendo que sofreria novo golpe por parte das Forças Armadas, caso fosse eleito. Assim, ele acabaria derrotado por seu concorrente Joaquín Balaguer, que conseguiu 57% dos votos.
Durante a última metade da década de 1960 Bosch mantem-se como um prolífico escritor e historiador, ainda que mantendo seus ideais políticos em plena efervescência. Nesta época publica alguns de seus mais importantes trabalhos: Composición Social Dominicana, Breve Historia de la Oligarquía en Santo Domingo  e De Cristóbal Colón a Fidel Castro, além de vários outros artigos.
Pouco antes de 1970 Bosch tentou reorganizar o PRD, que ele próprio fundara, tendo a intenção de transformar seus membros em ativos militantes e estudiosos da realidade histórica e social de seu país. Contudo, não conseguiu seu intento por resistência dos próprios membros. Este foi um dos motivos que fizeram com que Bosch se privasse de novamente concorrer à presidência da República Dominicana em 1970. pouco depois, em 1973, dizendo-se decepcionado com a corrupção que crescia no interior do partido, ele retira-se do PRD e funda o Partido de Liberação Dominicano (PLD) em 15 de dezembro do mesmo ano.
Bosch chegaria a concorrer à presidência em 1978, 1982, 1986, 1990 e 1994. Chegou a se eleger em 1990, mas devido a alegações de fraudes contra Balaguer, sua vitória foi invalidada.
Após sua derrota à presidência em 1994, Bosch finalmente aposenta-se da vida política, já com a idade de 83 anos e com sintomas de mal de Alzheimer. Apesar de já haver se retirado da política, em 1996 Bosch foi pressionado a apoiar a consolidação da Frente Patriótica, uma aliança de fachada entre PLD e seu antigo rival Balaguer, tendo como objetivo principal a derrota do PRD em uma eleição vindoura.
Morte e Legado
Juan Bosch Gaviño morreu em 1 de novembro de 2001, em Santo Domingo. Recebeu altas honrarias no Palácio Nacional, sendo enterrado em sua cidade natal, La Vega. Seu legado é inegável e muitos analistas consideram que a República Dominicana teria florescido de modo muito mais próspero econômica e politicamente se Bosch tivesse se mantido no poder, sem pressões internacionais e internas e podendo levar adiante as reformas que havia proposto. Como escritor, contribuiu grandemente para a literatura de seu país com seus contos, romances e ensaios, tornado-se um modelo para jornalistas, escritores e historiadores dentro e fora da República Dominicana.